# Distretto di Shapingba
Il distretto di Shapingba (cinese semplificato: 沙坪坝; cinese tradizionale: 沙坪壩; mandarino pinyin: Shāpíngbà) è un distretto di Chongqing. Ha una superficie di 383,45 km² e una popolazione di 740.000 abitanti al 2006.